# 716
716 (DCCXVI na numeração romana) foi um ano bissexto do século VIII, do Calendário Juliano, da Era de Cristo, a qual teve início numa quarta-feira e fim na quinta-feira, com as letras dominicais E e D.
| ano completo                           |
| -------------------------------------- |
| Ano bissexto com início à quarta-feira |

## Eventos
- A cidade de Conímbriga acata a dominação árabe.
- Bracara Augusta é conquistada pelos árabes.

## Mortes
- Ágila II, rei dos Visigodos
- Muça ibne Noçáir